# Кінкардин (Файф)
Кінкардин ([kɪnˈkɑrdɪn] kin-KAR-din ; шотл. гел. Cinn Chàrdainn), або Кінкардин-он-Форт — невелике містечко на північному березі затоки Ферт-оф-Форт у Файфі, Шотландія. У 1663 році місто отримало статус баронства. Тоді це був процвітаючий невеликий порт. Міський пейзаж зберігає багато гарних зразків шотландських народних будівель 17-го, 18-го та початку 19-го століть, хоча і значно змінений під час будівництва Кінкардинського мосту в 1932—1936 роках. Належить до цивільної парафії Туліаллан.

## Етимологія
Назва Kincardine, записана в 1540 році як Kincarne, може мати піктське або гельське походження (вона також трапляється як Kincarnyne). Другим елементом є піктське *carden, імовірно запозичене до гельської мови, що означає «ліс» або, можливо, «обгороджене місце, табір» (середньоваллійською cardden). Першим елементом є гельське ceann, «головний кінець», але з огляду на «піктське» розповсюдження другого елемента, його найбільш доречно розглядати як адаптацію або переклад спорідненого піктського *pen, з тим самим значенням (у перекладі з валл. ручка, перо), і вихідна форма могла бути *Pencarden.

## Транспорт

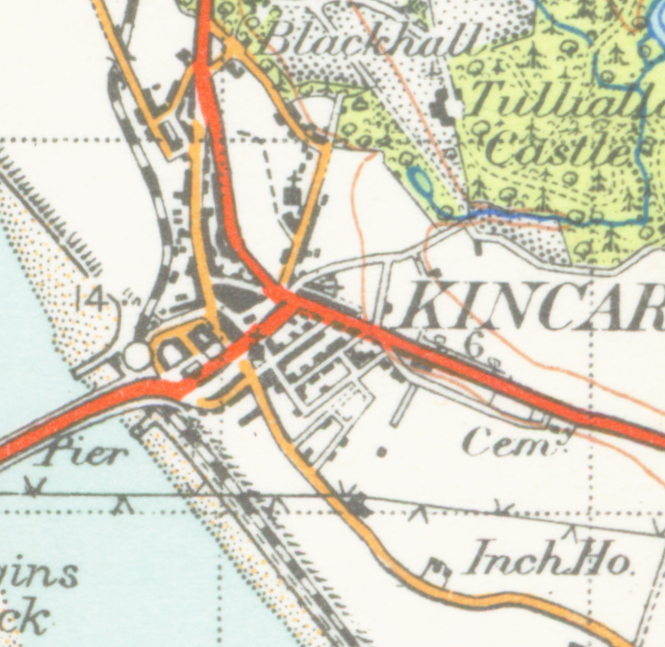
Карта Кінкардина 1945 року

Кінкардинський міст проходить на південь від Кінкардина. Це головний пункт перетину Ферт-оф-Форт між перехрестям Квінсферрі і Стерлінгом. Раніше міст Кінкардин був поворотним і відкривався для великих кораблів, але його закрили на останній церемонії в 1988 році. Міст мав сім прольотів зі сталі. У верхній частині мосту була велика диспетчерська кімната, де розташовувалися оператори, які відкривали міст для великих кораблів і річкового руху. 2005 року історична установа Шотландії присвоїла йому статус Категорії А.
Протягом останніх кількох десятиліть місто страждало від великих затримок руху через збільшення потоку транспортних засобів через міст. Цю проблему вдалося зменшити у 2005 році завдяки відкриттю східної об'їзної дороги, що з'єднує міст Кінкардин з артерією A985 Inverkeithing / Forth Road Bridge. У 2008 році в західній частині міста побудовано об'їзд з відкриттям Клакманнанширського мосту.

## Поліція
Кінкардин також є місцем розташування Шотландського поліцейського коледжу в замку Туліаллан на околиці міста.

## Відомі особи
Хімік і фізик Джеймс Дьюар народився в Кінкардині в 1842 році.
- Джеймс Дьюар
- Ширлі Гендерсон
- Ґреґ Шилдс
- Стюарт Кеннеді
- Джим Лістер